# Велимир Валента
Велимир Валента (Клис, 21. април 1929 — Мендризио, 27. новембар 2004) био je југословенски репрезентативац у веслању и заслужни спортиста Југославије. 
По занимању био је грађевински инжењер. Веслањем се почео бавити 1946. године, као члан ВК Гусар из Сплита.
Био је вишетруки првак Југославија у јуниорској и сениорској конкуренцији. Учествовао је на три европска првенства у Милану 1950 (Боначић, Валента, Тројановић и Шегвић),  Макону 1951 (Шегвић, Валента, Тројановић и Боначић). и Копенхагену 1953 (Боначић}, Валента, Тројановић и Шегвић).
На Олимпијским играма 1952 у Хелсинкију је у четверцу без кормилара освојио прву златну медаљу за југословенски веслачки спорт. Посада победниког четверца била је у саставу: Дује Боначић, Петар Шегвић, Мате Тројановић и Велимир Валента.